# Project DM-D.S.S
Project Disaster Mitigation-Data Send Service（略称: Project DM-D.S.S）は、気象庁が配信する防災気象情報をAPIやアプリケーションで提供するサービスである。

## 概要
2020年4月にサービスの提供を開始した。

### 提供内容

#### API
APIでは、主に以下の防災気象情報を配信している。
- 緊急地震速報
- 津波関連情報（大津波警報、津波警報、津波注意報、津波予報、津波情報）
- 火山関連情報（噴火警報、噴火速報、降灰予報）
- 気象警報

#### アプリケーション
以下のアプリケーションを公開している。
- EEW Client by DMDATA.JP